# Kāma Sūtra
Nella battaglia del sesso gli amanti, accecati dalla passione
e travolti dall'energia impetuosa
non fanno attenzione ai pericoli... Cap.12»
Il Kāma Sūtra (in sanscrito कामसूत्र) è un antico testo indiano sul comportamento sessuale umano, ampiamente considerato come l'opera più importante nella letteratura sanscrita sull'amore. Scritto dal filosofo Vātsyāyana con il titolo completo Vātsyāyana Kāma Sūtra ("Aforismi sull'amore, di Vatsyayana"), si crede che l'autore sia vissuto in un'epoca fra il I e il VI secolo, probabilmente durante il periodo Gupta. Nella cultura classica indù, l'essere umano ha il preciso obiettivo di perseguire un'armonica realizzazione di sé, senza trascurare alcun aspetto della vita terrena ed è quindi prescritto che ricerchi quattro obiettivi:
1. Artha: il Benessere, sia fisico che economico;
2. Kama; il Desiderio, il piacere e la sua fruizione;
3. Dharma: il senso etico che ricerca un equilibrio tra artha e kama;
4. Mokṣa: la liberazione dal mondo materiale e il raggiungimento della vera coscienza di sé.

Sull'artha è stato scritto l'Athasastra di Kautilya, un trattato di arte politica, mentre sul dharma è stata stilata la Manusmirti, ossia il Codice di Manu. Sul desiderio, invece, il celebre Kamasutra.

## Composizione
Consta di 36 capitoli, organizzati in sette libri e 64 parti, ognuna delle quali scritta da un esperto nel rispettivo campo. Contiene un totale di 64 posizioni sessuali anche rappresentate. Hanno diversi nomi, come per esempio quelli degli animali o delle azioni degli animali. Vatsyayana credeva che ci fossero otto modi di fare l'amore, moltiplicati per otto posizioni per ognuno. Nel libro queste sono note come le 64 Arti. Il capitolo che elenca le posizioni è il più famoso e per questo è spesso scambiato per l'intera opera.
Tuttavia solo circa il venti per cento del libro è dedicato alle posizioni sessuali. Il resto è una guida su come essere un buon cittadino e parla delle relazioni fra uomini e donne. Il Kama Sutra descrive il fare l'amore come un'unione divina. Vatsyayana credeva che il sesso in sé non fosse sbagliato, a meno che non lo si facesse frivolmente. Il Kama Sutra ha aiutato le persone a godere dell'arte del sesso in maniera più profonda e può essere considerato una guida tecnica al godimento sessuale, oltre a provvedere a una descrizione dei costumi e delle pratiche sessuali dell'India di quei tempi.
Il Kama (in sanscrito piacere o benessere) non è infatti percepito come un peccato, ma è uno dei quattro scopi della vita (purushartha).
La traduzione inglese più conosciuta del libro è quella del 1883 di sir Richard Burton in collaborazione con Forster Fitzgerald Arbuthnot. L'edizione italiana di riferimento è quella data alle stampe dalla casa editrice Adelphi a cura di Wendy Doniger e Sudhir Katar nel 2003.

### Libro primo. Osservazioni generali
Costituito da cinque capitoli suddivisi in sei parti - tratta dell'amore in generale, del posto che deve occupare nella vita di un uomo, e una classificazione finale delle donne.
- Cap. 1:

1) Compendio del testo.
- Cap. 2:

2) I mezzi per conseguire i tre fini dell'esistenza.
Sui tre obiettivi (potere, piacere e religione) e le priorità della vita
- Cap. 3:

3) Esposizione delle arti.
Sull'acquisizione delle conoscenze adeguate.
- Cap. 4:

4) Lo stile di vita dell'uomo di mondo.
Sui comportamenti più consoni al cittadino ben educato.
- Cap. 5: Le ragioni per sedurre la moglie altrui;

5) I compiti degli aiutanti e dei messaggeri maschi dell'uomo.
Riflessioni riguardanti gli intermediari che assistono l'amante nelle sue imprese.

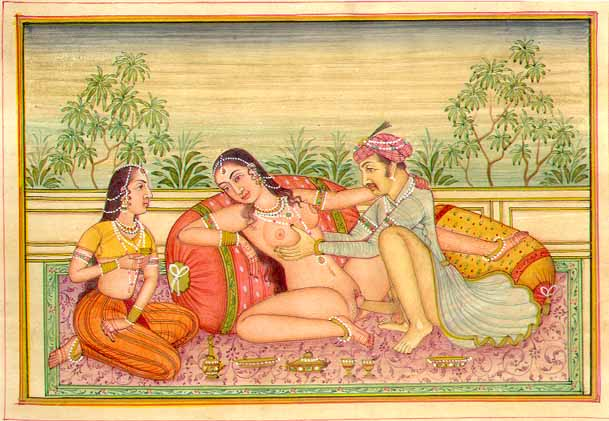
L'atto sessuale

### Libro secondo. Sull'unione sessuale/Sesso
Costituito da dieci capitoli suddivisi in diciassette parti - tratta una discussione approfondita sul bacio, sui vari tipi di preliminari, sull'orgasmo, il sesso orale, la parafilia e i tabù, il ménage à trois e in più una lista delle 64 posizioni sessuali.
- Cap. 6:

6) Le tipologie sessuali in base alle dimensioni, alla resistenza e al temperamento.
A seconda delle dimensioni del suo pene (denominato linga-segno) l'uomo può esser chiamato coniglio-piccolo, toro-medio o stallone-lungo; mentre la donna a seconda dell'ampiezza della propria vagina (denominata yoni) è detta cerva-stretta, giumenta-normale o elefantessa-larga. A partire da tal suddivisione vi possono essere tre tipi di accoppiamento tra partner simili e sei tipi tra partner dissimili. In ogni caso è sempre meglio che l'uomo abbia dimensioni maggiori rispetto a quelle della donna, perché così la donna può raggiungere il piacere sessuale nella maniera più soddisfacente.

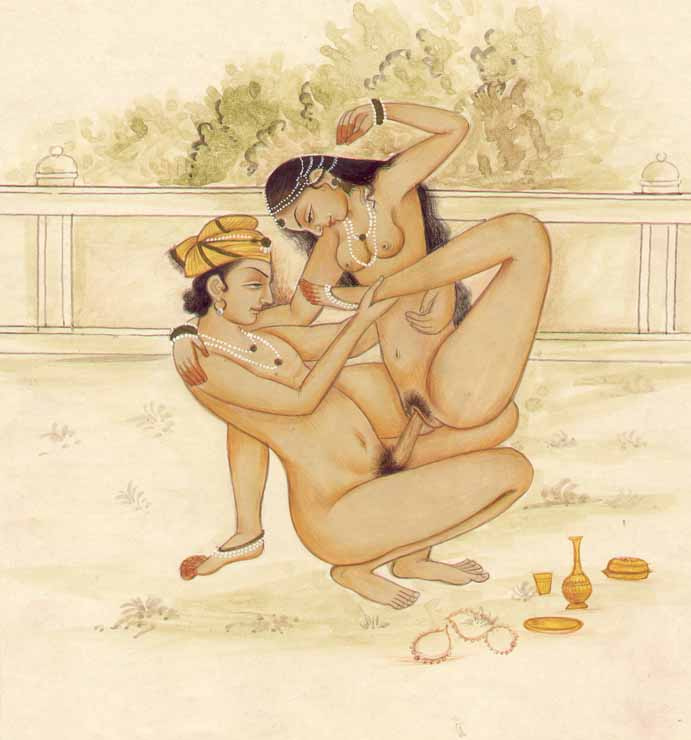
Una delle posizioni descritte nel Kāma Sūtra

I partner possono avere un'energia sessuale fiacca, media o impetuosa; e anche in base ai temperamenti esistono nove tipi di accoppiamento. Quando l'entusiasmo è minimo e il vigore scarso, non sopportano di essere morsi, graffiati o schiaffeggiati; quando invece l'entusiasmo è assai grande sopportano con gioia anche d'esser percossi con violenza.
Infine, rispetto alla durata dell'atto, l'uomo si può suddividere in rapido, medio e resistente. Il piacere si sviluppa mentre l'uomo si muove senza sosta e a velocità sempre più sostenuta dentro la donna; il piacere femminile e quello maschile si differenziano in quanto i loro rispettivi sessi non si assomigliano né in aspetto né nei tempi. Tale radicale diversità è dimostrata dal fatto che quando l'uomo raggiunge il piacere si ferma automaticamente non badando più in alcun modo alla donna; una donna invece non fa così.
Poiché una donna non si ferma di propria spontanea volontà accade che, dopo che l'uomo ha ottenuto ciò per cui s'era dato impegno e cessa dunque di muoversi, se la donna è ancora in piena eccitazione ella vuole un altro uomo. Le donne amano l'uomo la cui energia sessuale dura a lungo; esse raggiungono il piacere con l'uomo resistente, non con quello rapido nei confronti del quale provano risentimento.
Una donna giovane raggiunge il piacere in continuazione, sin dall'inizio dell'incontro amoroso con la penetrazione sessuale; l'uomo invece solo alla fine. I loro tempi sono diversi e come estranei l'uno all'altro. La forza del desiderio femminile è inoltre otto volte maggiore di quella maschile, pertanto a loro piace prolungare l'attività sessuale: per questo si dice anche che per soddisfare una "donna dai begli occhi" occorrono almeno otto uomini, e il desiderio di smettere sorge in lei solo quando è completamente esausta. In principio l'energia femminile è fiacca e il piacere che prova delicato, ma gradualmente ne deriva una pienezza di energia e un massimo del piacere.
Uomini e donne son stati creati diversi: l'uno è convesso, l'altra concava; l'uno è inghiottito, l'altra inghiotte; uno è agente attivo, l'altra luogo passivo. Da ciò v'è anche differenza nell'eccitazione erotica, all'uno piace pensare "la sto possedendo", all'altra "sono posseduta da lui". La donna dipende dall'azione dell'uomo per realizzare il proprio fine, ma i loro piaceri sono separati perché i loro tempi e nature sono diverse (benché appartengano alla stessa specie).
La situazione ottimale si ha quando uomo e donna raggiungono il piacere contemporaneamente: questo è un accoppiamento paritario. Quando invece l'accoppiamento è disuguale, la donna andrebbe trattata con baci, abbracci e così via, di modo che possa raggiunger per prima il piacere.
7) I tipi di amore;
L'amore ha quattro forme, che nascono da abitudine, eccitazione erotica, trasposizione e oggetti dei sensi. L'amore che nasce dall'abitudine si distingue per la ripetizione di certi atti; quello dovuto all'eccitazione erotica nasce essenzialmente dall'immaginazione e non come reazione a qualche oggetto sensibile esterno né per attività divenute abituali. L'amore di trasposizione è quello generato da un confronto (lui/lei è migliore di quell'altro/a). L'amore che nasce dagli oggetti dei sensi è anche quello più immediato, essendo una risposta a ciò che si ha davanti agli occhi.
- Cap. 7:

8) I modi di abbracciare.
- Cap. 8:

9) Le varietà di baci.
Generalmente a baci, graffi e morsi si ricorre prima dell'amplesso, mentre le percosse e i gemiti sono usati durante l'unione. I baci si danno sulla fronte, sui capelli, sulle guance, sugli occhi, sul torace, sul seno, sulle labbra e sulla bocca; alcuni baciano anche l'inguine, le ascelle e il monte di Venere.
Le tre varietà di baci più adatti per una vergine sono il casuale, il fremente e il carezzevole. Il primo si ha quando, stretta all'uomo con forza, accosta la bocca ma non partecipa; il secondo si ha con l'incontro tra il labbro inferiore di lui con quello di lei; il terzo si ha quando lei sfiora delicatamente con la punta della lingua le labbra di lui. Oltre a questi vi sono poi altre quattro varietà, chiamate pari, trasversale, rigirato e premuto.
Contemporaneamente si può fingere di litigare, giocando a graffiarsi, mordersi e schiaffeggiarsi. Durante il bacio si può anche passare la lingua sui denti, il palato e la lingua dell'amante, questa è la "battaglia delle lingue" e può comportare anche percosse date e ricevute sulla bocca e sui denti. Si può baciare anche l'ombra o il riflesso dell'amante sullo specchio.
- Cap. 9:

10) I tipi di graffi.
Quando la passione cresce, gli amanti si graffiano con le unghie nello spirito di un duello erotico; non vanno però usati sempre, né da coloro la cui energia non sia impetuosa. Con le unghie si possono fare vari tipi di graffi e i luoghi più adatti sono le ascelle, il petto, il collo, la schiena, il ventre e i fianchi, le cosce e fra le gambe; ma anche il mento e il labbro inferiore.
Si possono lasciare segni di questo tipo sul corpo della donna affinché ella si ricordi di lui; ma è consigliato non lasciar tracce di questo genere sulle mogli di altri uomini, a eccezione di segni speciali in luoghi nascosti. La passione esige varietà, dalla varietà scaturisce rinnovata passione... È l'esperienza a fare sì che gli amanti continuino a trovarsi desiderabili.
- Cap. 10:

11) I modi di mordere.
I punti del corpo da mordere sono gli stessi che si possono baciare, eccetto il labbro superiore, l'interno della bocca e gli occhi. I segni di graffi e morsi sono ornamenti per le guance. I graffi, i morsi e così via dati da un uomo a un ornamento appartenente alla donna desiderata, hanno la natura di avances.
12) Le usanze di diverse regioni.
- Cap. 11:

13) Le varietà delle posizioni sessuali.
14) Gli atti sessuali insoliti.

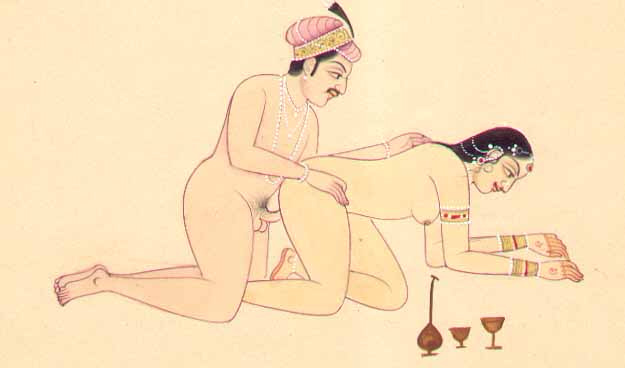
Posizione da dietro in ginocchio

Nella posizione in piedi quando la donna, gettate le braccia al collo dell'uomo, si siede sulle mani di lui chiuse a coppa e con le cosce ne circonda il bacino, si ha l'amplesso sospeso. Quando la donna sta a quattro zampe ed egli la monta da dietro si ha l'amplesso della vacca, imitando così l'accoppiamento degli animali. Quando l'uomo è con due donne si ha l'amplesso congiunto, mentre quando ve ne sono molte si ha l'amplesso della mandria.
Vi sono poi luoghi in cui è la donna a essere servita sessualmente da più uomini, uno alla volta o tutti insieme e scambiandosi di posto a turno. Altri indulgono nel sesso anale, altri ancora preferiscono che sia la donna ad assumere il ruolo maschile.
- Cap. 12:

15) Le modalità delle percosse; e 16) I gemiti di accompagnamento.
Quattro sono i modi di percuotere: con il dorso della mano, con la mano tesa, con il pugno e con il palmo. Si possono percuotere le spalle, la testa e le guance, il petto, la schiena, il pube e i fianchi; i gemiti che si originano possono essere di otto tipi: mugolio, rantolo, balbettio, pianto, sospiro ansimante, urlo e singulto.
Quando l'ha penetrata, l'uomo schiaffeggia la donna con la mano; lei risponde con vari gemiti, prima piano, poi più forte e variandone l'intensità, man mano che cresce la passione. La passione di una donna dall'energia impetuosa viene placata quando la si schiaffeggia sulla testa, fra i seni o sul pube. Quando la passione si avvicina al suo culmine, la si può colpire sul pube e sui fianchi o sotto le ascelle, molto rapidamente. Si dovrebbe in ogni caso evitare tutto ciò che potesse risultare pericoloso. Le tecniche sessuali non sono adatte a ogni situazione e a qualunque donna: il metodo va scelto in base alla parte del corpo, al luogo e al momento.
Ogni volta che l'uomo cerca d'imporle qualcosa, lei gemendo contraccambia, perché si dice: ricambia quel che ti viene fatto. A volte vi è uno scambio dei ruoli e allora è lei a somministrare le percosse.
- Cap. 13:

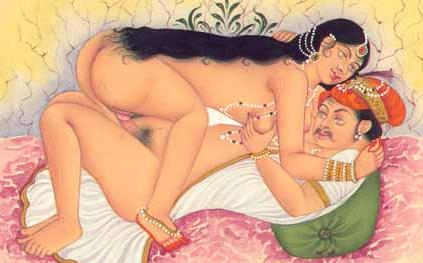
Posizione con donna sopra: la donna che fa la parte dell'uomo.

17) La donna che fa la parte dell'uomo (purusayita).
A volte la donna può fare lei stessa la parte dell'uomo: a questo scopo, mentre egli si trova dentro di lei, ella lo fa rotolare sotto di sé, montandogli sopra. Ridendo gli dice: "Tu mi hai messa sotto, ora io faccio altrettanto!" Minacciandolo e picchiandolo, si dimena sopra di lui con gli stessi movimenti che farebbe un uomo; questo è il comportamento di una donna che agisce come un uomo-puruṣa.
18) I movimenti sessuali dell'uomo.
- Cap. 14:

19) Il sesso orale.

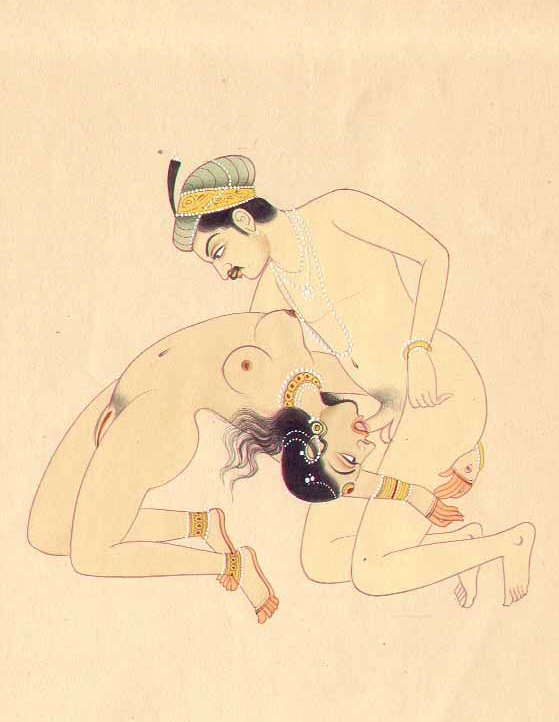
Modo acrobatico di eseguire sesso orale

Il sesso orale comporta otto atti da compiersi in successione: casuale, mordicchiare ai lati, tenaglia esterna e interna, baciare, lisciare, succhiare e ingoiare. Nel primo lo tiene in mano, nel secondo lo mordicchia, nel terzo lo stringe forte con le labbra e lo bacia, nel quarto lo sputa fuori, nel quinto lo bacia e accarezza tenendolo nuovamente stretto in mano, nel sesto vi passa sopra dappertutto la punta della lingua, nel settimo lei o stringe e lascia andare ritmicamente nella sua bocca, nell'ottavo lo inghiotte tutto.
Questa tipologia di rapporto è specifica degli appartenenti al terzo sesso, ma anche donne promiscue o facili, serve e massaggiatrici lo praticano. Anche giovani maschi in condizione di schiavitù possono praticarlo, ma vi sono anche uomini di mondo i quali, appena entrati in confidenza, si scambiano reciprocamente tale favore. Talvolta gli uomini compiono quest'atto perfino sulle donne. A volte lo fanno uno sull'altra allo stesso tempo, ciò è chiamato "alla maniera dei corvi".
- Cap. 15:

20) Il principio e la conclusione dell'amplesso.
21) I diversi tipi di amplesso.
22) I bisticci tra amanti.
I preludi e conclusioni del gioco tra amanti.

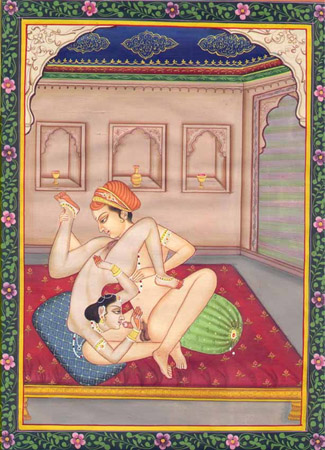
Posizione del 69

### Libro terzo. Sull'acquisizione di una moglie/Le vergini
Consta di 5 capitoli suddivisi in 9 parti - tratta del corteggiamento delle ragazze ancora illibate e della ricerca del matrimonio.
- Cap. 16:

23) Il corteggiamento.
24) Stringere alleanze.
- Cap. 17:

25) Come conquistare la fiducia di una vergine.
- Cap. 18:

26) Come entrare nelle grazie di una ragazzina.
27) L'interpretazione dei gesti e dei segnali della ragazza.
- Cap. 19:

28) Le avances che un uomo fa da solo.
29)) Le iniziative di una vergine nei confronti dell'uomo desiderato.
30) Come una volta vergine accoglie le avances.
- Cap. 20:

31) Gli espedienti per giungere alle nozze.

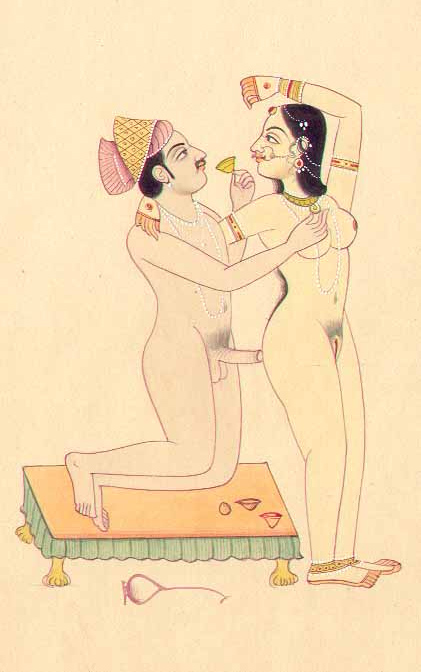
Posizione da dietro in piedi

### Libro quarto. Le mogli
Costituito da due capitoli suddivisi in otto parti - tratta del comportamento più corretto da tenersi da parte di una moglie.
- Cap. 21:

32) La vita di una moglie singola.
33) Il suo comportamento durante l'assenza dello sposo.
- Cap. 22:

34) La moglie più anziana.
35) La moglie più giovane.
36) La donna che è già stata sposata.
37) La moglie sfortunata in amore.
38) Le donne dell'harem.
38 bis) La gestione di più donne da parte di un uomo.

### Libro quinto. Le mogli altrui

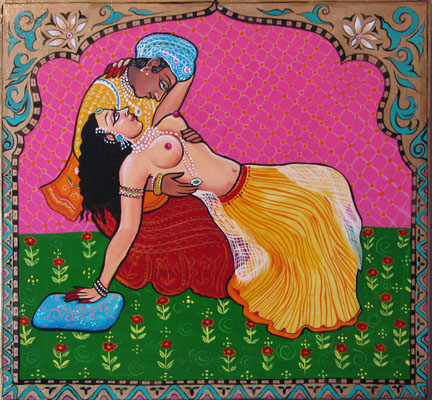
Seduzione

Costituito da sei capitoli suddivisi in undici parti - tratta principalmente dell'arte della seduzione.
- Cap. 23:

39) Le nature caratteristiche di donne e uomini.
40) I motivi di resistenza.
41) Gli uomini che hanno successo con le donne.
42) Le donne che si possono conquistare senza sforzo.
- Cap. 24:

43) I modi per entrare in intimità.
44) La seduzione di una donna sposata.
- Cap. 25:

45) Le maniere per sondarne i sentimenti.

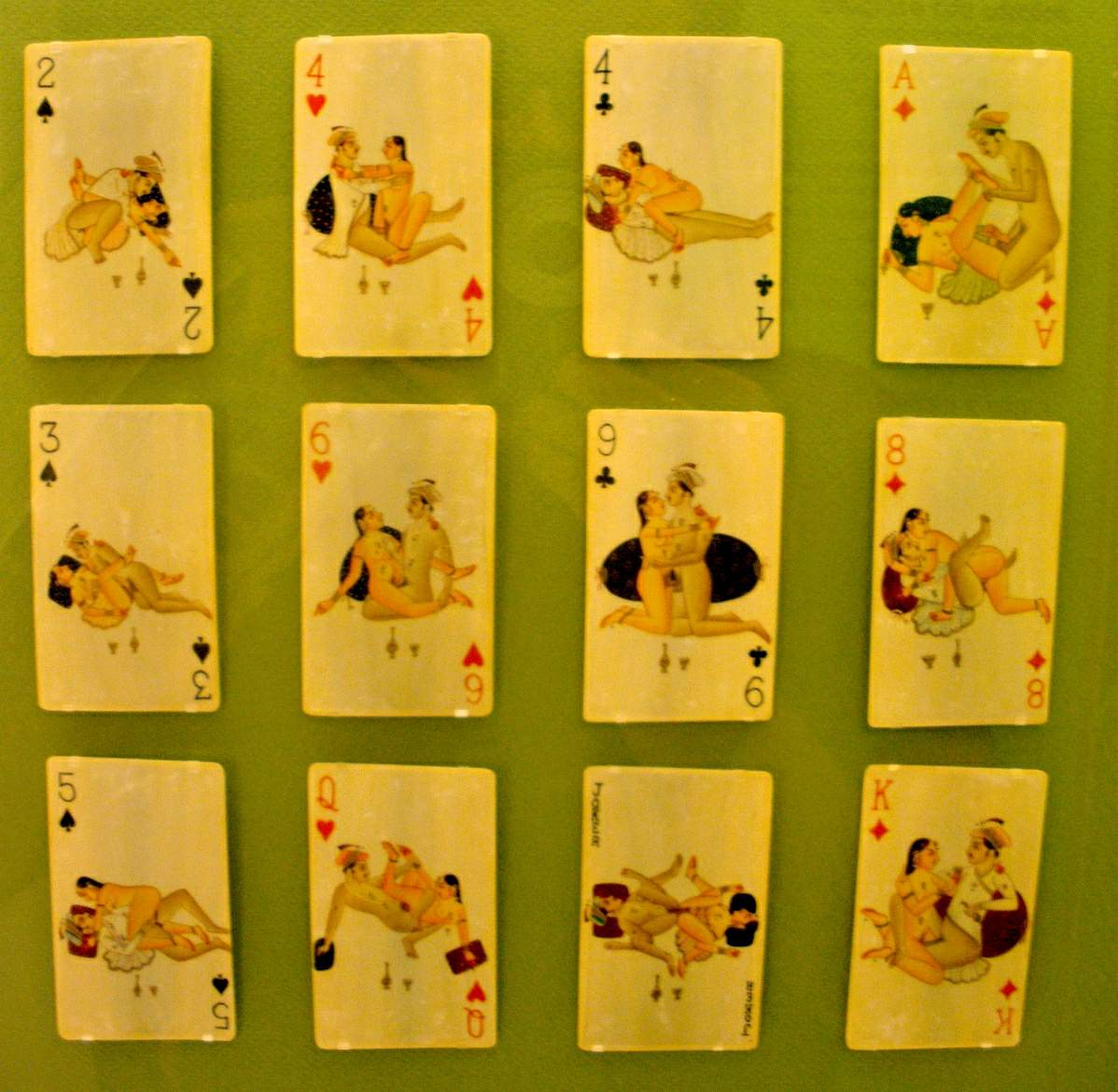
Carte da gioco con le posizioni sessuali descritte nel Kāma Sūtra

Sull'esame dei sentimenti.
- Cap. 26:

46) I compiti di una messaggera.
- Cap. 27:

47) La vita erotica dell'uomo di potere.
I piaceri del re.
- Cap. 28:

48) La vita delle donne dell'harem.
Il comportamento delle donne.
49) La vigilanza sulle mogli.

### Libro sesto. Le cortigiane
Costituito da sei capitoli suddivisi in nove parti.
- Cap. 29:

50) Come decidere chi può essere un sodale, e chi è idoneo o non idoneo come amante.
Sui consigli degli assistenti nella scelta di un amante.
51) Come procurarsi un amante.
La ricerca di un amante fisso.
- Cap. 30:

52) Come assecondare i desideri dell'amato.
- Cap. 31:

53) I modi per ottenere denaro dall'amante.
Modi di fare soldi dal gioco d'amore.
54) I segnali da cui si comprende che la passione si è spenta.
55) Le tattiche per sbarazzarsi di lui.
- Cap. 32:

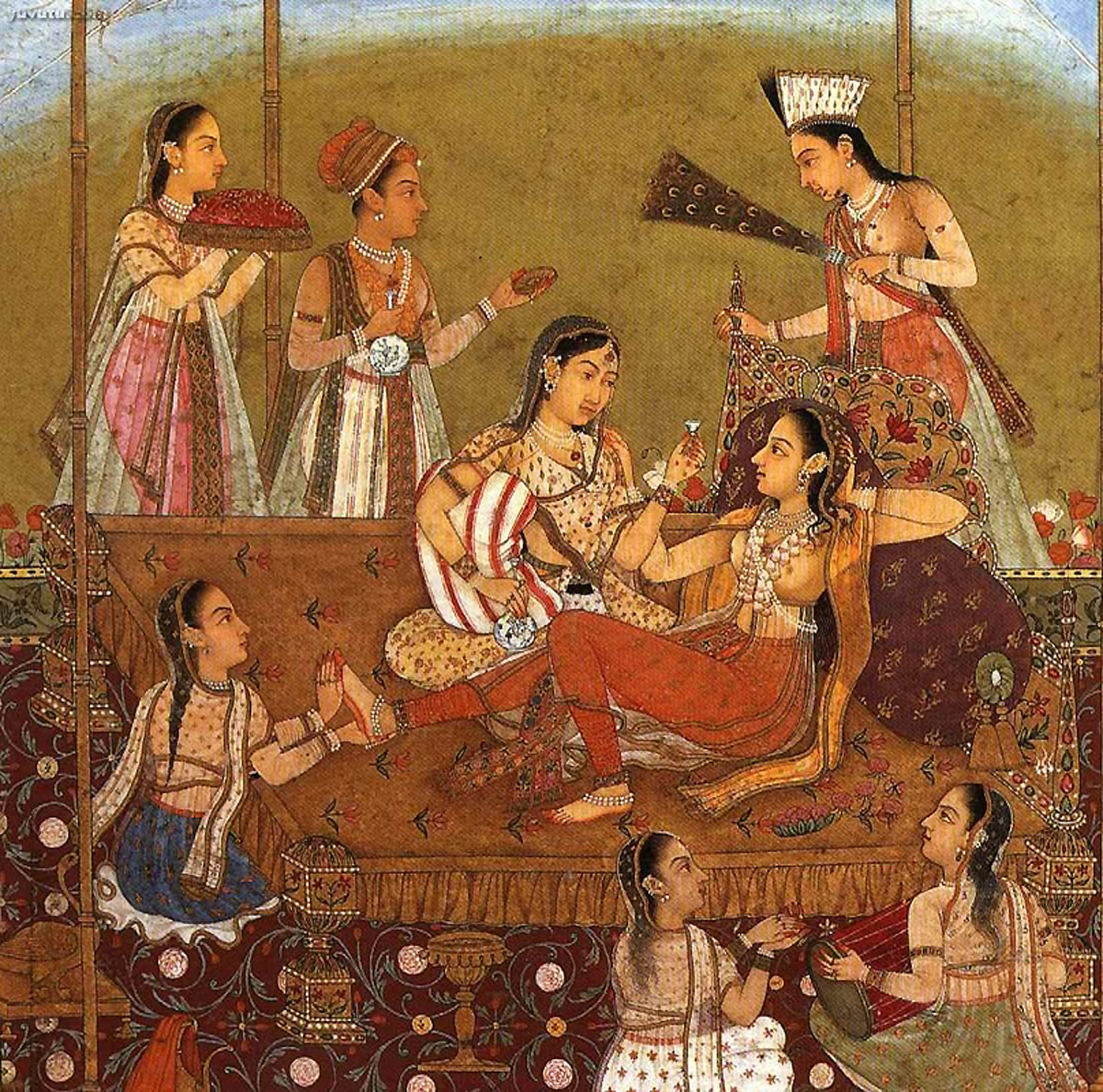
Socializzazione erotica

56) Come tornare assieme a un ex amante.
Rinnovare l'amicizia con un ex amante.
- Cap. 33:

57) I vari tipi di profitto.
- Cap. 34:

58) Calcolare guadagni, perdite, conseguenze e dubbi.
Sui profitti e le perdite occasionali.

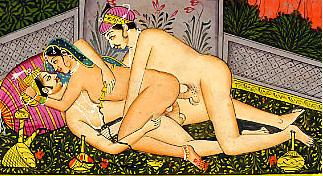
Rappresentazione del trio (threesome), con una donna e due uomini

58 bis) I tipi di cortigiane.

### Libro settimo. Sui mezzi per attrarre gli altri a qualcuno/L'erotismo esoterico
Costituito da due capitoli suddivisi in sei parti - Tratta del miglioramento delle attrattive fisiche e su come resuscitare una potenza sessuale indebolita.
- Cap. 35:

59) Come assicurarsi fortuna in amore.
60) Come ridurre una persona in proprio potere.
61) Gli stimolanti della virilità.
- Cap. 36:

62) I modi per ravvivare la passione che si è spenta.
63) I metodi per aumentare le dimensioni dell'organo maschile.
64) Le tecniche insolite.

## Curiosità
- Kama Sutra è anche una marca di profilattico popolare in India[1].
- "Il Kamasutra romano" forse più famoso è il De Figuris Coitus, scritto da Elefantide, poetessa del I sec. a.C. Si tratta probabilmente di un libro-atlante illustrato dalle varie posizioni, con tanto di spiegazioni.[2]
- Esiste una versione napoletana scritta nel 1997 da Giobbe Covatta intitolata ''Kame Trase''.[forse ci riferiamo a Sesso? Fai da te!? , Ma il titolo è diverso]

## Filmografia
- Kamasutra (Kama Sutra: A Tale of Love), film di Mira Nair
- Kama Sutra il giardino profumato
- Tales of the Kama Sutra 2: Monsoon
- Kamasutra 3D, film del 2013 diretto e sceneggiato dal regista indiano Rupesh Paul